# Asthenodipsas vertebralis
Asthenodipsas vertebralis är en ormart som beskrevs av Boulenger 1900. Asthenodipsas vertebralis ingår i släktet Asthenodipsas och familjen snokar. IUCN kategoriserar arten globalt som livskraftig. Inga underarter finns listade.
Arten förekommer på södra Malackahalvön, på Borneo, Sumatra och på flera mindre öar i regionen. Den vistas i bergstrakter mellan 1000 och 1500 meter över havet.